# Bogotáfloden
För andra betydelser, se Bogota (olika betydelser).
Bogotáfloden (Río Bogotá på spanska) är en flod i Cundinamarca i Colombia. Den rinner genom departementet från nordost till sydväst och passerar Bogotás västra gräns. Den stora befolkningen och industrierna längs floden gör att den är svårt förorenad.

## Sträckning
Bogotáfloden börjar utanför Villapinzón i nordöstra Cundinamarca nära gränsen mot Boyacá. Den flyter cirka 150 km genom Bogotáslätten och passerar elva mindre orter innan den når Bogotá och flyter längst stadens västra gräns. Salitre, Funza och Tunjuelito är tre svårt förorenade floder som rinner ut i Bogotáfloden på denna sträcka. Efter passagen av Soacha lämnar den savannen och störtar utför Tequendamafallen. Därefter flyter den brant nedför och faller cirka 2 000 meter under 50 km innan den rinner ut i Magdalenafloden vid Girardot.